# Тиран масковий
Тиран масковий (Myiodynastes hemichrysus) — вид горобцеподібних птахів родини тиранових (Tyrannidae). Мешкає в Коста-Риці і Панамі.

## Опис

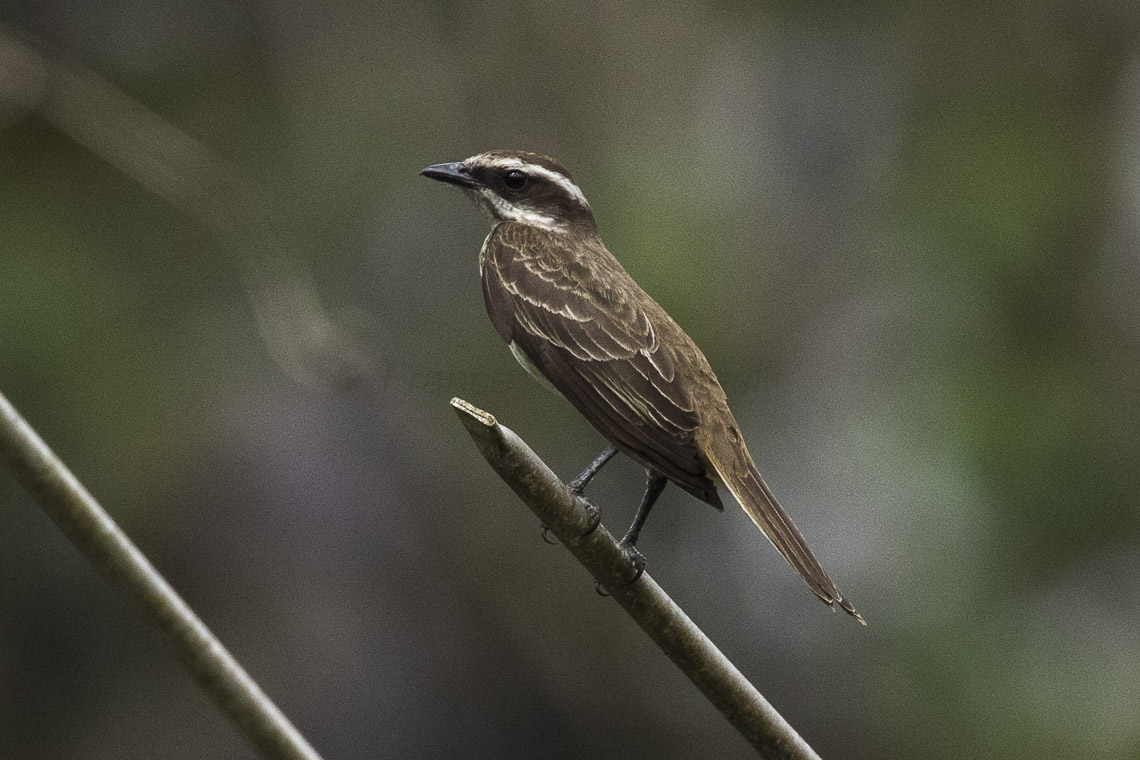
Масковий тиран

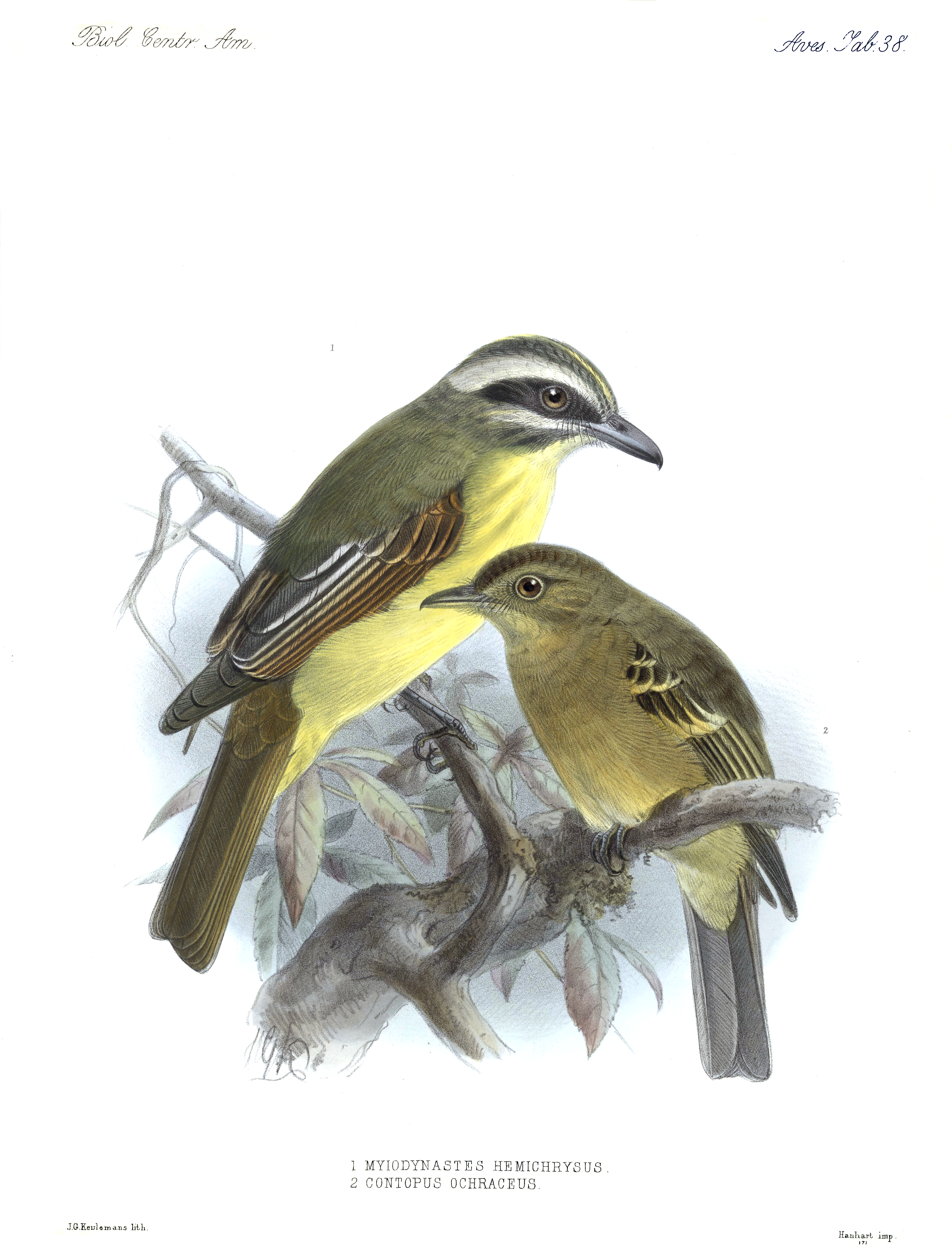
Масковий тиран (зліва) і вохристий піві (справа)

Довжина птаха становить 20 см, вага 41 г. Верхня частина голови сіраЮ, на тімені малопомітна жовта пляма, на обличчі чорна "маска". Верхня частина тіла темно-оливкова, крила і хвіст коричневі з нечіткими рудуватими краями. Нижня частина тіла жовта, горло біле, на горлі з боків є темні смуги. У молодих птахів нижня частина тіла дещо блідіша, верхня частина тіла більш коричнева, пляма на тімені відсутня, крила і хвіст мають помітні коричневі края.

## Поширення і екологія
Маскові тирани мешкають в горах Коста-Рики і Панами. Вони живуть в кронах вологих гірських тропічних лісів з великою кількістю епіфітів, на узліссях і галявинах, на берегах річок і струмків. Зустрічаються переважно на висоті від 700 до 1850 м над рівнем моря, місцями на висоті до 2300 м над рівнем моря. Живляться комахами, а також ягодами. Гніздо невелике, чашоподібне, розміщується в дуплі або серед заростей епіфітів. В кладці 3 рожевуваті яйця, поцяткованих рудувато-коричневими плямками.